# 4531 Asaro
4531 Asaro è un asteroide della fascia principale. Scoperto nel 1985, presenta un'orbita caratterizzata da un semiasse maggiore pari a 1,8621938 UA e da un'eccentricità di 0,0406008, inclinata di 23,97731° rispetto all'eclittica.